# Вежа Гуко
Вежа Гуко, раніше відома як Танджонг Пагар Центр  — будівля, що знаходиться у районі Танджонг Пагар, Сінгапур.  Це найвища будівля в Сінгапурі, висотою в 283.7 метрів, що побила рекорд, який втрьох тримали будівлі UOB Plaza, One Raffles Place та Republic Plaza протягом 20 років. 

## Історія
Завершений у 2016 році 65 поверховий хмарочос площею майже 200 тис м², був розроблений компанією GuocoLand та розроблений Skidmore, Owings & Merrill . Це штаб-квартира Guocoland Limited, і єдиний хмарочос, якому дозволили перевищити обмеження міської забудови у 280 м.  У башті Guoco розташований міський парк на даху, квартирний комплекс Wallich Residence та готель Sofitel Hotels &amp; Resorts . 
Проект отримав нагороду у 2014 році Всесвітньої архітектурної церемонії нагородження будівель змішаного використання в категорії "Майбутні проекти"  та потрапила до списку Всесвітнього фестивалю архітектури за змішане використання 2015 року в категорії "Майбутні проекти". 

## Помітні мешканці
У липні 2019 року Джеймс Дайсон витратив 43 мільйони фунтів стерлінгів на  трикімнатну квартиру у верхній частині будинку.  